# جاوه شرقی
جاوهٔ شرقی (اندونزیایی: Jawa Timur) (به جاوه‌ای: Jawa Wétan) یکی از استان‌های اندونزی است.

## جغرافیا
این استان در بخش شرقی جزیرهٔ جاوه واقع شده و شامل جزیرهٔ مادورا و جزایری که در سمت شرقی آن قرار گرفته‌اند و نیز جزایر باوین می‌شود.
سورابایا پایتخت و مرکز اداری جاوهٔ شرقی، دومین شهر بزرگ اندونزی محسوب می‌شود. این شهر هم‌چنین یکی از مهم‌ترین مراکز صنعتی و بندری در سطح کشور به‌شمار می‌رود.

## مردم
عمده‌ترین گروه‌های قومی ساکن در جاوهٔ شرقی به ترتیب، جاوهای‌ها با ۷۹ درصد، مادورها با ۱۸ درصد، اوسینگ‌ها با ۱ درصد و چینی‌ها با ۱ درصد هستند. زبان‌های جاوه‌ای، مادورایی و اندونزیایی از مهم‌ترین زبان‌های رایج در این استان محسوب می‌شود.

## مذهب
از لحاظ ترکیب مذهبی نیز مسلمانان با ۹۶٫۳ درصد، مسیحیان با ۲٫۶ درصد، هندوها با ۰٫۶ درصد، بوداییها با ۰٫۴ درصد، کجاون‌ها و هم‌چنین بومیان از عمده‌ترین گروه‌های مذهبی ساکن در جاوهٔ شرقی به‌شمار می‌روند.